# Ratatouille

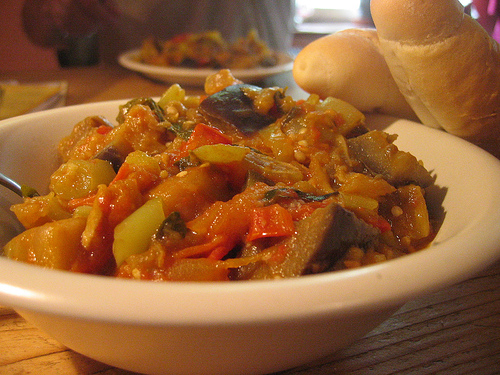
Ratatouille.

Ratatouille är en fransk grönsaksröra. Den består bland annat av tomater, aubergine, vitlök, paprika, squash och lök. Ingredienserna hackas och kokas med olivolja. Maträttens namn kommer från franskans ratatouille som syftar på något sönderdelat och hoprört. Ratatouille serveras som tillbehör till andra rätter.